# 2016年夏季殘疾人奧林匹克運動會男子PT2級三項鐵人比賽
2016年夏季帕拉林匹克運動會的男子PT2級三項鐵人比賽在9月11日於科帕卡瓦納砲台舉行。本項目是首次成為殘疾人奧林匹克運動會比賽項目。

## 比賽模式
男子PT2級三項鐵人比賽是給PT2級的男子運動員參加的項目。PT2級為有重度活動障礙的運動員，可能需要使用經合法改裝的單車，及使用義肢或輔助工具進行跑步。殘障的類型包括單腿膝上截肢、雙腿膝下截肢、上下肢有明顯的肌肉活動障礙及嚴重神經系統受損（如先天半側麻痺、嚴重腦性麻痺）等。
三項鐵人比賽需要運動員連續不休息進行3個部份：首先是750米游泳，然後是20.92公里單車，最後是5公里跑步。最先完成所有部份並到達終點就是勝利者。
比賽並不設任何預賽及分組。所有運動員都在會同一場比賽中對賽。
以下時間為南美標準時間（UTC-3）。
| 日期    | 時間  | 回合 |
| ------- | ----- | ---- |
| 9月11日 | 10:03 | 決賽 |

## 比賽結果
| 排名 | 編號 | 運動員                   | 游泳時間 | 單車時間 | 跑步時間 | 總時間 | 時間差 |
| ---- | ---- | ------------------------ | -------- | -------- | -------- | ------ | ------ |
|      | 201  | Stephane Bahier（法国）  |          |          |          |        |        |
|      | 202  | 米凯莱·费拉林（意大利）  |          |          |          |        |        |
|      | 203  | Giovanni Sasso（意大利） |          |          |          |        |        |
|      | 204  | Mark Barr（美国）        |          |          |          |        |        |
|      | 205  | Mohamed Lahna（摩洛哥）  |          |          |          |        |        |
|      | 206  | Andrew Lewis（英国）     |          |          |          |        |        |
|      | 207  | Ryan Taylor（英国）      |          |          |          |        |        |
|      | 208  | Lionel Morales（西班牙） |          |          |          |        |        |
|      | 209  | Brant Garvey（）         |          |          |          |        |        |
|      | 210  | Stefan Loesler（德国）   |          |          |          |        |        |

## 外部連結
- 官方网站（葡萄牙文）（英文）（西班牙文）（法文）
- 國際三項鐵人聯盟（页面存档备份，存于）（英文）